# 苏留庄镇
苏留庄镇，是中华人民共和国山東省德州市夏津县下辖的一个乡镇级行政单位。

## 行政区划
苏留庄镇下辖以下地区：
大兴庄社区、韩庄社区、前杏社区、谢庄社区、毛王庄社区、肖里官屯社区、郭寨社区、于里长屯社区、左刘堤社区、闫庙社区、杨庄社区、周官屯社区、枣园社区、石堂社区、石官庄社区、于王庄社区、苏留庄村、封庄村、报效屯村、大郭庄村、尤王庄村、范窑村、任庄村、孙贺拐村、郭堤口村、梁吴庄村、后籽粒屯村、于家仓村、刘曹庄村、温辛庄村、盛庄村、义合庄村、侯官屯村、南双庙村和北铺店村。